# Vickers Valiant
O Vickers Valiant foi um bombardeiro quadrijato britânico, que fez parte da força nuclear da RAF nas décadas de 1950 e 1960. O Valiant, juntamente com o Vulcan e o Victor, compunha o chamado grupo de bombardeiros-V (V-bombers), que era responsável pela dissuasão nuclear do Reino Unido. O Valiant foi originalmente desenvolvido como um bombardeiro estratégico de grande altitude, mas assim como os outros V-bombers, teve seu perfil modificado para ataques com penetração a baixa altitude.
O voo a baixa altitude trouxe uma série de problemas, visto que as fixações das asas mostraram fadiga de material prematura, e a presença de corrosão intracristalina apontou para um tipo inapropriado de liga de alumínio. O Valiant havia sido o primeiro dos bombardeiros-V a se tornar operacional, e sua função já estava se desviando para a de avião-tanque. Em vez de reparar ou reconstruir a frota, optou-se pela sua retirada de serviço, e o Handley Page Victor assumiu então o papel de avião-tanque.